# Славиша Стенли Павловић
Славиша Павловић (Ниш, 1960) српски је студијски музичар и члан бендова Галија, Јован Маљоковић Балкан Салса Банд, Кербер, Луис Кал и многих других.

## Биографија
Славиша Павловић познатији као Stanley, рођен је 1960. године у Нишу. У раном детињству показује интересовање за бубњеве и бас гитару. 1977. године купује свој први бас и тада почиње свој музички животни пут.
Током своје дугогодишње извођачке каријере сарађује са славним именима рок и џез сцене. Само неки од њих су: Кепа, бубњар групе Смак, клавириста Владимир Маричић, бубњар Лазар Тошић, бенд Васил Хаџиманова, Јован Маљоковић, Ана Софреновић и други.
Наступа на многобројним фестивалима, као што су Зајечарска гитаријада, Монтре (Швајцарска), Нишвил, на коме наступа више година са више различитих састава. Броји наступе и на многим европским џез сценама Немачке, Луксембурга, Швајцарске и Француске.
Током дугог низа година рада као студијски музичар, уврстио је своје бас линије у многе антологијске албуме.
Бави се и тонском продукцијом.

## Галерија
- Бас гитара коју је Стенли направио са оцем 1978.